# Berlinianche holtzii
Berlinianche holtzii är en tvåhjärtbladig växtart som först beskrevs av Adolf Engler, och fick sitt nu gällande namn av De Vattimo. Berlinianche holtzii ingår i släktet Berlinianche och familjen Apodanthaceae. Inga underarter finns listade i Catalogue of Life.